# Dusun Tuo Sumay
Dusun Tuo Sumay is een bestuurslaag in het regentschap Tebo van de provincie Jambi, Indonesië. Dusun Tuo Sumay telt 3383 inwoners (volkstelling 2010).